# Oghuriska språk
Oghuriska språk är en undergrupp av turkspråken. Det enda språket i undergruppen som inte är utdött är tjuvasjiskan. Språken från denna familjen talades i vissa nomadiska stammar som onogurerna, protobulgarerna och khazarerna. Vissa språkforskare anser även att hunniska är ett liknande språk och hänvisar det till grupperingen som hunno-bulgariska språk. 